# Les Sales Blagues de l'Écho
Les Sales Blagues de l'Écho (Lit. Los Chistes Sucios del Eco) es una serie de historietas francesa de humor para adultos, escrita e ilustrada por Philippe Vuillemin. La historieta ha estado en publicación a través de la revista L'Écho des Savanes (Lit. El Eco de las Sabanas) desde el año 1987 hasta la actualidad, pasando por diferentes reediciones. La serie se caracteriza por su estilo gráfico feísta, humor feroz y chistes fuertes, que abarcan desde la homosexualidad, la zoofilia y lo escatológico La historieta fue adaptada a una serie de televisión que estuvo en el aire desde 1995 hasta 1998. 
En 2007, Norma Editorial publicó los chistes traducidos al español bajo el título Políticamente Inaceptable.

## Episodios de la adaptación animada
Les Sales Blagues de l'Écho :
- 1: Les martiens sont là (Los marcianos están aquí)
- 2: Je veux un vélo (Yo quiero una bicicleta)
- 3: La culotte enchantée (Las bragas encantadas)
- 4: La bonne fée (El hada buena)
- 5: C'est qui Riri (Quien es Riri)
- 6: Paris Dakar
- 7: Tchi-tchi
- 8: Le vomi (El vómito)
- 9: Le renard et l'âne (El Zorro y el burro)
- 10: Le tir forain (El Tiroteo)
- 11: Docteur Vapona (Doctor Vapona)
- 12: La chaussette qui parle (El Calcetín Parlante)
- 13: L'ours et le lapin (El Oso y el Conejo)
- 14: Le petit lutin de la forêt (El pequeño duende del bosque)
- 15: Le dimanche de la mort (El domingo de la Muerte)
- 16: Dieu (Dios)
- 17: Le suppositoire (El supositorio)
- 18: Le pet (El pedo)
- 19: Le couvent (El convento)
- 20: Le pépé (El abuelo)
- 21: Le paradis (El paraíso)
- 22: C'est qui Bob (¿Quién es Bob?)
- 23: Le bistrot (El bistro)
- 24: La bite au rideau (El pene y la cortina)
- 25: Le cabinet enchanté (El gabinete encantado)
- 26: La cerise sur le gâteau (La guinda del pastel)